# ダークタウン
『ダークタウン』（Darktown）は、イギリスのギタリスト、スティーヴ・ハケットが1999年に発表したスタジオ・アルバム。

## 解説
サウンド面ではサンプリングが多用され、ハケットは1999年のインタビューで「アルバムの中には本物のストリングス・サウンドもあるけど、私達はピーター・シードラクチェクの弦楽器のサンプルCD、メロトロンのサンプル、チェロ独奏のサンプルも多用した」と語っている。タイトル曲ではイアン・マクドナルドのサックスがフィーチャーされ、「イン・メモリアム」ではジョン・ウェットンのベース・サウンドのサンプリングが使用された。発売元のカミノ・レコードは、本作の音楽性を「1枚のアルバムによる悪夢のテーマパーク」と表現した。
Steve McMullenはオールミュージックにおいて5点満点中3点を付け「音質面では彼のキャリアの中でも最高」「"The Golden Age of Steam"の複雑に織り成されたサウンドは、第二次世界大戦下の少年スパイを題材とした魅力的な歌詞と、完璧に適合している。"Rise Again"は、希望に満ちた歌詞と、正に天翔けるようなギターが結び付いている。しかし、大部分の曲はさほど魅力的でなく、繰り返し聴いても印象に残らない」と評している。

## 収録曲
特記なき楽曲はスティーヴ・ハケット作。
1. オメガ・メタリクス "Omega Metallicus" - 3:48
2. ダークタウン "Darktown" - 4:59
3. マン・オーヴァーボード "Man Overboard" - 4:17
4. ザ・ゴールデン・エイジ・オブ・スティーム "The Golden Age of Steam" - 4:09
5. デイズ・オブ・ロング・アゴー "Days of Long Ago" (Steve Hackett, Jim Diamond) - 3:23
6. ドリーミング・ウィズ・オープン・アイズ "Dreaming with Open Eyes" - 6:54
7. トワイス・アラウンド・ザ・サン "Twice Around the Sun" - 7:15
8. ライズ・アゲイン "Rise Again" - 4:26
9. ジェーン・オースティンズ・ドアー "Jane Austen's Door" - 6:13
10. ダークタウン・ライオット "Darktown Riot" - 3:10
11. イン・メモリアム "In Memoriam" - 7:59

### 日本盤ボーナス・トラック
1. ザ・ウェル・アット・ザ・ワールズ・エンド "The Well at the World's End" - 3:48
2. カミン・ホーム・トゥ・ザ・ブルース "Comin' Home to the Blues" - 6:13

## 参加ミュージシャン
- スティーヴ・ハケット - ギター、12弦ギター、ボーカル、ハーモニカ、サム・ピアノ、レインスティック、エフェクト
- ロジャー・キング - キーボード、シンセサイザー、プログラミング、エフェクト
- ジェリー・ピール - キーボード、ストリングス、ベル、木管楽器
- ベン・フェナー - シンセサイザー、エフェクト
- リチャード・バックランド - エフェクト
- ジュリアン・コルベック - キーボード(on #2)
- アロン・フリードマン - ピアノ、キーボード(on #8)
- ダグ・シンクレア - ベース(on #1)、フレットレスベース(on #7)
- ビリー・バディス - チェロ(on #5)、ベース(on #8)
- ジョン・ウェットン - ベース・サンプル(on #11)
- ヒューゴ・デーゲンハルト - ドラムス(on #8)
- イアン・マクドナルド - サクソフォーン(on #2)
- ジョン・ハケット - フルート、パンパイプ(on #6)
- ジム・ダイアモンド - ボーカル(on #5)
- ジェイミー・マッケンナ、メイ・マッケンナ - クワイア(on #4)